# Sedum pratoalpinum
Sedum pratoalpinum är en fetbladsväxtart som beskrevs av Fröderstr.. Sedum pratoalpinum ingår i Fetknoppssläktet som ingår i familjen fetbladsväxter. Inga underarter finns listade i Catalogue of Life.